# Horváth András (iskolaigazgató)
Regéci Horváth András (vagy Horvát András; 17. század) iskolaigazgató, református lelkész; az első magyar rovartani (entomológus) szerző.

## Élete
Petényi, Abaúj megyei származású. 1635. december 20-tól a wittenbergi egyetemen tanult; 1637-ben hazájába visszatérvén ismeretlen helyeken rektoroskodott. 1644-ben I. Rákóczi György a kassai református egyházközség első lelkészének helyezte be 225 forint készpénz, négy hordó bor, 10 köböl tiszta búza, 15 köböl gabona, két ártány-disznó, hat darab kősó és 20 szekér fa évi illetménnyel; egyúttal ő volt az ottani iskola igazgatója. 1652-ben Trencsénbe távozott; de már 1656-ban ismét Eperjesre hívták iskolaigazgatónak. Klein szerint igen csendes, hitbuzgó ember volt és gyakran bezáratta magát a templomba, hogy magányosan áhitattal imádkozhassék Istenhez.

## Munkái
- Disputatio theologica de ministerio sive ordine ecclesiastico. Wittenbergae, 1637
- Disputatio physica de insectis. Wittenbergae, 1637
- Pia & placida Dissertatio de Perseverantia Electorum Intercisa Per Peccata Lethalia, Ob quae gratia divina, fide justificante & Justificationis statu excidunt, totaliter sed non finaliter... (Bartphae, 1650)
- Pia & placida Dissertatio de Omnipraesentia Carnis Christi in Persona του λογου… Bartphae, 1650
- Disquisitio Qua Romanam Hildebrandinam Ecclesiam, cui capnt infallibile posteroribus Ecclesiae Novi Testamenti seculis est enatum & fabricatum, ab antiqua Romana Ecclesia in multis degenerasse; Item, unde hominibus Scripturam Sacram esse verbum Dei constare possit; & ubi ecclesia contra quam portae inferorum non sint praevaliturae ante Lutherum fuerit, P. Matthiae Fabro Jesuitae, qui calamum contra M. Graczam spiritu superbo strinxit demonstratur (Bartphae, 1650)
- Responsum Responsioni Patakianae Oppositvm Ad ea Quae in Disputatione de carnis Christi in persona του λογου Omnipraesentia Cassoviae contra Reformatos sunt concinnata & sub titulo piae & placidae dissertationis publicata Anno 1652. Die 5 Julij, Trenchinii
- Responsvm Appendici Maledicae homine Christiano indignae, quam Doctor Tovfaeus Rector Varadiensis Disputationi (qvam Vocat) Theologicae de Perseverantia Sanctorum secundae, appendit. Oppositvm Cui praefixa est ad Authorem dentati scripti indigni Theologo Compellatia Anno 1652. Die 20. Septembris. Trenchinii
- Oratio exequialis in obitum Eva Szechy, Gabrielis Illyeshazy consortis habita. Trenchinii, 1655
- Disputatio Adversus Pontificios De Scriptvrae Sacrae Veteris Testamenti Canone… Eperesini 1656
- De Judaeorum ante novissimum diem conversione futura Oratio, … Cassoviae, 1658